# اللواء الثاني مشاة بحري (اليمن)
اللواء الثاني مشاة بحري هو لواء مشاة بحري يمني يتبع القوات البحرية اليمنية يتمركز في بمديرية رضوم بمحافظة شبوة، ويتبع عمليات المنطقة العسكرية الثالثة.
ويتولى مهمة تأمين الخط الدولي والشريط البحري وتأمين منشاة بلحاف لتسيل الغاز الطبيعي وتأمين أنبوب نقل الغاز.

## القادة
| م | القائد               | بداية | نهاية | المدة |
| - | -------------------- | ----- | ----- | ----- |
| 1 | قاسم راجح لبوزة      |       | 2015  |       |
| 2 | محمد مثنى الجعوف     | 2015  |       |       |
| 3 | علي أبوبكر السليماني | 2019  |       |       |